# Otomops secundus
Otomops secundus är en fladdermusart som beskrevs av Robert William Hayman 1952. Otomops secundus ingår i släktet Otomops och familjen veckläppade fladdermöss. IUCN kategoriserar arten globalt som otillräckligt studerad. Inga underarter finns listade i Catalogue of Life.
Arten är känd från tre mindre regioner på östra Nya Guinea. Den lever i låglandet och i bergstrakter upp till 1980 meter över havet. Otomops secundus observerades flygande över skogar och över öppna landskap.